# 春風亭昇羊
春風亭 昇羊（しゅんぷうてい しょうよう、1991年1月17日 - ）は、落語家。落語芸術協会所属の二ツ目。本名∶星野友祐。神奈川県横浜市出身。出囃子は『ハイカラ節』。

## 芸歴
- 2012年5月 - 春風亭昇太に入門、「昇羊」を名乗る。
- 2016年5月 - 二ツ目昇進。
- 2021年 - 日本大学通信教育部入学。

## 人物
- 読書を趣味としており、町田康に憧れを抱いている。
- 学校寄席の帰り、笑福亭羽光に三島駅で置き去りにされた。
- 2023年度NHK新人落語大賞決勝で「紙入れ」を演じ、審査員の金原亭馬生（11代目）から「若手のうちは不倫や色っぽい噺は演らない方がいい」とダメ出しをされたが、直後にスタッフからの注文で笑点特大号で「紙入れ」を演じた。

## 出演
CM
- オートバックス「クルマ買取」篇（2022年10月1日 - ） - 師匠・昇太と共に出演[2]

ラジオ
- 春風亭昇太と乾貴美子のラジオビバリー昼ズ（ニッポン放送） - 不定期ゲスト

## 著書
- 『ひつじ旅　落語家欧州紀行』 春風亭昇羊（虹色社） 2025年1月 ISBN 978-4-909045-70-6 [3][4]